# Michael Steinwender
Michael Steinwender (* 4. Mai 2000 in Eisenstadt) ist ein österreichischer Fußballspieler.

## Karriere

### Verein
Steinwender begann seine Karriere beim ASK Baumgarten. Zur Saison 2011/12 wechselte er in die Jugend des SK Rapid Wien. Im März 2013 schloss er sich der Jugend der SV Mattersburg an. Zur Saison 2014/15 kam er in die AKA Burgenland, in der er fortan sämtliche Altersstufen durchlief.
Im Juni 2017 debütierte er gegen den SV Schattendorf für die Amateure seines Stammklubs Mattersburg in der Burgenlandliga. In der Saison 2017/18 kam er zu 20 Einsätzen für die Amateure in der vierthöchsten Spielklasse, in denen er zwei Tore erzielte. Im Mai 2018 stand er gegen den FC Red Bull Salzburg zudem erstmals im Kader der Profis. Mit den Amateuren stieg er zu Saisonende in die Regionalliga auf.
Zur Saison 2018/19 rückte er fest in den Kader der Profis, stand jedoch in jener Spielzeit nicht ein Mal im Spieltagskader. Für die Amateure kam er zu 29 Einsätzen in der Regionalliga. Im Juni 2020 debütierte er schließlich in der Bundesliga, als er am 28. Spieltag der Saison 2019/20 gegen den SKN St. Pölten in der Nachspielzeit für Andreas Gruber eingewechselt wurde. Der Verein stellte nach der Saison 2019/20 den Spielbetrieb ein.
Daraufhin wechselte er zur Saison 2020/21 zum SKN St. Pölten, bei dem er einen bis Juni 2023 laufenden Vertrag erhielt. Für den SKN kam er in seiner ersten Saison zu 26 Einsätzen in der Bundesliga, aus der er mit dem Klub zu Saisonende allerdings abstieg. Nach fünf Einsätzen in der 2. Liga zu Beginn der Saison 2021/22 wechselte Steinwender im August 2021 zum Bundesligisten TSV Hartberg, bei dem er einen bis Juni 2024 laufenden Vertrag erhielt. In drei Jahren in Hartberg kam er zu 62 Bundesligaeinsätzen. Nach der Saison 2023/24 verließ er den TSV.
Im Anschluss wechselte er im Juli 2024 nach Schweden zum IFK Värnamo, bei dem er einen bis Dezember 2026 laufenden Vertrag erhielt. Für Värnamo kam er bis zum Ende der Saison 2024 zu 17 Einsätzen in der Allsvenskan. Bereits im Jänner 2025 verließ er Schweden wieder und wechselte nach Schottland zu Heart of Midlothian.

### Nationalmannschaft
Steinwender spielte im Oktober 2017 gegen die Niederlande erstmals für die österreichische U-18-Auswahl. Im August 2019 kam er gegen Zypern zu einem Einsatz für die U-19-Mannschaft.